# Motoparalotniarstwo na Plażowych Igrzyskach Azjatyckich 2012
Podczas III Plażowych Igrzysk Azjatyckich rozegrano cztery konkurencje w lataniu na motoparalotni: latanie ekonomiczne, latanie precyzyjne, kombinacja indywidualna i kombinacja drużynowa. Wszystkie konkurencje rozgrywano w kategorii open. Medale w kombinacji indywidualnej rozdano po zsumowaniu wyników każdego z zawodników w lataniu ekonomicznym i precyzyjnym, a w kombinacji drużynowej - po zsumowaniu wyników wszystkich zawodników z tego samego kraju w kombinacji indywidualnej. Zawody odbywały się w dniach od 17 do 21 czerwca 2012 r. 

## Medaliści
| Konkurencja              | Złoty | Srebrny                                                                  | Brązowy                                                                                                |
| Latanie ekonomiczne      | Chiny (CHN) Sheng Guangqiang                                                                                         | Tajlandia (THA) Jiri George Macak                                        | Tajlandia (THA) Kittiphop Phrommat                                                                     |
| Latanie precyzyjne       | Tajlandia (THA) Jiri George Macak                                                                                    | Tajlandia (THA) Kittiphop Phrommat                                       | Chiny (CHN) Sheng Guangqiang                                                                           |
| Kombinacja indywidualnie | Tajlandia (THA) Jiri George Macak                                                                                    | Tajlandia (THA) Kittiphop Phrommat                                       | Chiny (CHN) Sheng Guangqiang                                                                           |
| Kombinacja drużynowo     | Tajlandia (THA) Noparat Intharaumnuay Jiri George Macak Kroekrit Muenphukhiao Apisit Opasaimlikit Kittiphop Phrommat | Chiny (CHN) Cai He Liu Chang Sheng Guangqiang Wang Mingji Zhao Changhong | Indonezja (INA) Priya Jatmiko Agung Mukhammad Akbar Hening Paradigma Bambang Santoso Thomas Widyananto |

## Tabela medalowa
| Poz.    | Państwo         | Złoto | Srebro | Brąz | Łącznie |
| ------- | --------------- | ----- | ------ | ---- | ------- |
| 1       | Tajlandia (THA) | 3     | 3      | 1    | 7       |
| 2       | Chiny (CHN)     | 1     | 1      | 2    | 4       |
| 3       | Indonezja (INA) | 0     | 0      | 1    | 1       |
| Łącznie | Łącznie         | 4     | 4      | 4    | 12      |